# Ryjkowate
Ryjkowate (Nesophontidae) – monotypowa rodzina wymarłych ssaków owadożernych z rzędu owadożerów (Eulipotyphla). Wymarły prawdopodobnie pomiędzy XII w. a XV w. n.e.

## Zasięg występowania
Rodzaj obejmował gatunki występujące na Wielkich Antylach.

## Systematyka
Rodzaj zdefiniował w 1916 roku amerykański teriolog i paleontolog Harold Elmer Anthony na łamach Bulletin of the American Museum of Natural History. Na gatunek typowy Anthony wyznaczył (oznaczenie monotypowe) ryjka portorykańskiego (N. edithae). 

### Etymologia
Nesophontes: gr. νήσος nēsos ‘wyspa’; φόντης phontēs ‘zabójca, morderca’.

### Podział systematyczny
Na podstawie materiałów kopalnych z Wielkich Antyli opisano jeden rodzaj ryjek z następującymi gatunkami.
- Nesophontes edithae Anthony, 1916 – ryjek portorykański
- Nesophontes paramicrus G.S. Miller, 1929 – ryjek drobny
- Nesophontes zamicrus G.S. Miller, 1929 – ryjek haitański
- Nesophontes hypomicrus G.S. Miller, 1929 – ryjek hispaniolski
- Nesophontes major Arredondo, 1970 – ryjek duży
- Nesophontes micrus G.M. Allen, 1917 – ryjek antylski
- Nesophontes longirostris Anthony, 1919
- Nesophontes hemicingulus Morgan, Macphee, R. Woods & Turvey, 2019